# Xã Baxter, Quận Lac qui Parle, Minnesota
Xã Baxter (tiếng Anh: Baxter Township) là một xã thuộc quận Lac qui Parle, tiểu bang Minnesota, Hoa Kỳ. Năm 2010, dân số của xã này là 200 người.